# Evangelische Diakonissenanstalt Speyer-Mannheim-Bad Dürkheim
Die Evangelische Diakonissenanstalt Speyer-Mannheim-Bad Dürkheim, K.d.ö.R. (vormals Diakonissen Speyer-Mannheim, bis 2008 Diakonissenanstalt Speyer-Mannheim. heutiger Außenauftritt als Diakonissen Speyer) ist ein Betreiber sozialer Einrichtungen in der Pfalz.
Vorläufer waren zum einen die 2004 aus dem Zusammenschluss der 1859 gegründeten Diakonissenanstalt Speyer und dem 1884 gegründeten Diakonissenmutterhaus Mannheim hervorgegangene Diakonissenanstalt Speyer-Mannheim, zum anderen der pfälzische Landesverein für Innere Mission e.V.

## Mutterhaus und Mutterhauskapelle Speyer
Zentrum der Diakonissen Speyer ist das Mutterhaus. Es wurde 1884 von Heinrich Hilgard, Schulfreund des damaligen Hausgeistlichen Karl Anton Scherer, gestiftet und dient heute als Sitz der zentralen Verwaltung, als Konferenz- und Fortbildungsstätte und als Wohnort der Diakonissen als Feierabendschwestern nach ihrem aktiven Berufsleben. Seit 2007 leben hier auch die Schwestern des früheren Diakonissenmutterhauses Mannheim.
Früher diente das Haus als Zentrum der Ausbildung der Diakonissen. Nahe der Kapelle waren in der ersten Etage Krankenzimmer untergebracht, bis 1907 das erste Krankenhaus eingeweiht wurde. 
Der traditionelle Hausspruch des Mutterhauses Speyer lautet:

„Christus spricht: Was ihr getan habt einem von diesen meinen geringsten Brüdern, das habt ihr mir getan!“

Die Fenster der Mutterhauskapelle im Mutterhaus sind 1984 von Hans Gottfried von Stockhausen gestaltet worden. Sie zeigen das Leben Jesu und Werke der Barmherzigkeit aus Jesu Gleichnis vom Weltgericht gemäß Matthäus 25: Hungrige speisen, Durstigen zu trinken, Fremden ein Obdach geben, Nackte kleiden, Kranke versorgen, Gefangene besuchen.

## Vorstand
Der Vorstand besteht aus der Vorstandsvorsitzenden Oberin Schwester Isabelle Wien, Udo Langenbacher, Bianca Pfeuffer und Dr. Dietmar Kauderer.

## Einrichtungen

### Krankenhäuser
- Diakonissen-Stiftungs-Krankenhaus Speyer
- Evangelisches Krankenhaus Bad Dürkheim
  - Das vormals von der Diakonissenanstalt Speyer-Mannheim getragene Diakonissenkrankenhaus Mannheim ging zum 1. Dezember 2019 in die Trägerschaft der BBT-Gruppe der Barmherzigen Brüder von Maria Hilf[4] über.

### Hospiz
- Hospize in Speyer, Landau und Bad Dürkheim

### Kinder und Jugendliche
- Kinder- und Jugendhilfe / Hilfen zur Erziehung
- Kindergärten und -tagesstätten
- Wohngruppen

### Anerkannte Werkstatt für Menschen mit Behinderungen
- Maudacher Werkstatt Ludwigshafen

### Seniorenheim
- Frankenthal
- Grünstadt
- Haßloch
- Homburg
- Kandel
- Kirchheimbolanden
- Landau
- Neustadt
- Speyer
- Wachenheim an der Weinstraße
- Wörth am Rhein
- Zweibrücken